# بوبي فالنتين
بوبي فالنتين (بالإنجليزية: Bobby Valentín)‏ هو موسيقي أمريكي، ولد في 9 يونيو 1941 في Orocovis, Puerto Rico ‏ في الولايات المتحدة.

## وصلات خارجية
- بوبي فالنتين على موقع ميوزك برينز (الإنجليزية)
- بوبي فالنتين على موقع ديسكوغز (الإنجليزية)